# Classe La Cancalaise
La classe La Cancalaise est une classe de chalutiers armés français construits en Grande Bretagne et entrés en service dans la Marine nationale en début de la Seconde Guerre mondiale pour servir comme patrouilleurs. Ces bâtiments étaient équipés d'un asdic pour la lutte anti-sous-marine.

## Les unités
| Nom d'origine | Lancement     | Transfert | Nom dans la Royal Navy     | transfert     | Nom dans la Marine française | Fin de carrière                                             |
| ------------- | ------------- | --------- | -------------------------- | ------------- | ---------------------------- | ----------------------------------------------------------- |
| St-Amandus    | août 1933     | août 1939 | HMS St-Amandus (FY.176)    | novembre 1939 | P-132 La Cancalaise          | coulé le 30 avril 1940                                      |
| St-Attalus    | avril 1934    | août 1939 | HMS St-Attalus (FY.183)    | novembre 1939 | P-133 La Havraise            | Kriegsmarine en 1943 UJ 6078 coulé le 10 juin 1944          |
| St-Andronicus | décembre 1933 | août 1939 | HMS St-Andronicus (FY.111) | novembre 1939 | P-134 La Lorientaise         | Kriegsmarine V1516 puis M3853 coulé le 14 juin 1944         |
| St-Arcadius   | mai 1933      | août 1939 | HMS St-Arcadius (FY.135)   | novembre 1939 | P-135 La Nantaise            | Royal Navy HMS La Nantaise (FY.360) coulé le 8 juillet 1945 |